# Sven Gerich

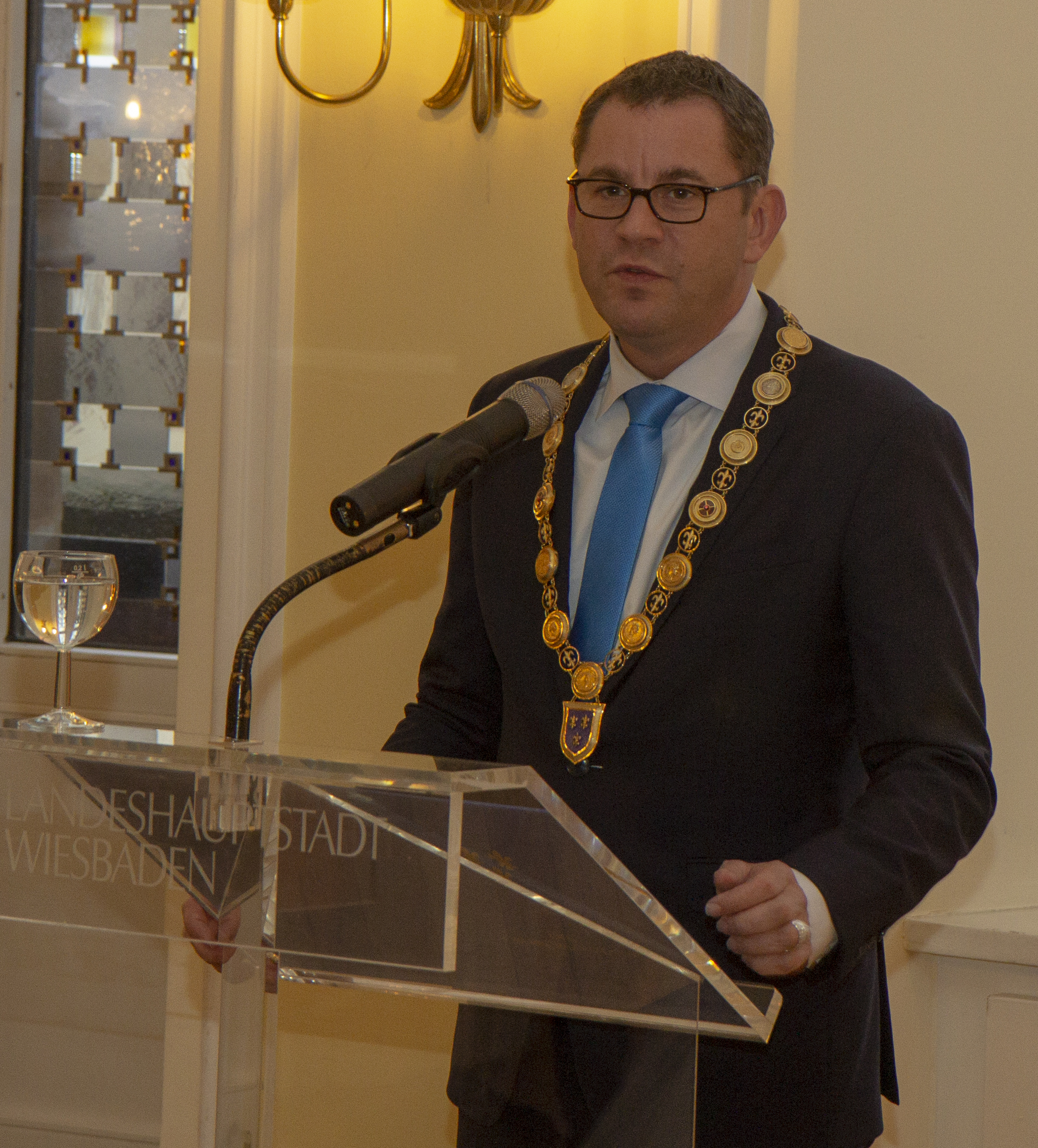
Sven Gerich, 2019

Sven Gerich (* 30. Oktober 1974 in Hannoversch Münden als Sven Rapp) ist ein deutscher Politiker (SPD). Er war von 2013 bis 2019 Oberbürgermeister der hessischen Landeshauptstadt Wiesbaden. Bei der Wahl im Mai 2019 trat er nicht wieder an.

## Leben
Vom sechsten bis zum siebzehnten Lebensjahr wuchs Sven Gerich in einem Kinderheim der Inneren Mission im Wiesbadener Stadtteil Biebrich auf. Nach dem Evangelischen Kindergarten der Hauptkirchengemeinde besuchte er die Freiherr-vom-Stein-Schule und erhielt seinen Realschulabschluss an der Werner-von-Siemens-Schule. Anschließend absolvierte er eine Berufsausbildung als Bau- und Möbeltischler. Später nahm er eine Stelle als hauptamtlicher Übungsleiter für den Fachbereich Turnen beim Turnverein Biebrich an. 1995 begann er in der Druckerei Gerich seines Adoptivvaters zu arbeiten, die er von 2000 bis 2013 gemeinsam mit ihm als gleichberechtigter Gesellschafter führte. Sven Gerich lebt mit seinem Partner Helge in einer gleichgeschlechtlichen eingetragenen Lebenspartnerschaft. Im Juli 2018 heirateten Sven Gerich und Helge Gerich.
Seit dem Ausscheiden aus dem Amt des Wiesbadeners  Oberbürgermeisters Mitte 2019 ist Gerich in der Privatwirtschaft tätig: zunächst bei einem Immobilienunternehmen, seit 2023 als Leiter Businesskunden eines Freizeitparks.

## Politischer Werdegang

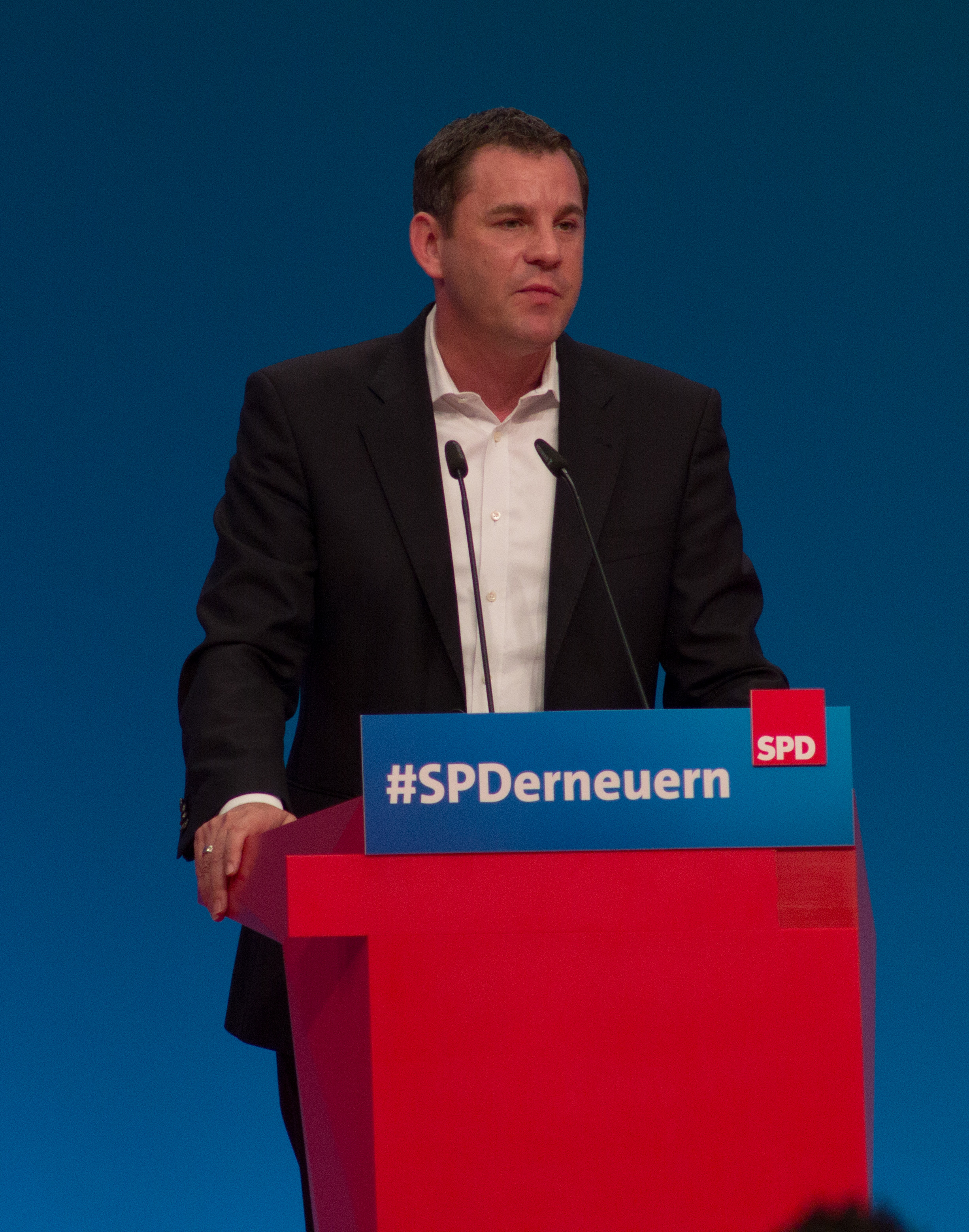
Gerich auf dem SPD-Bundesparteitag 2018 in Wiesbaden

Gerichs politischer Werdegang begann 2003, als er den früheren Wiesbadener Oberbürgermeister Achim Exner, der noch einmal für den Landtag kandidierte, kennenlernte. Kurz darauf trat er der SPD bei. Von 2006 bis zu seiner Wahl zum Oberbürgermeister 2013 war er Mitglied der Stadtverordnetenversammlung in Wiesbaden und dort ab 2009 Parlamentarischer Geschäftsführer der SPD-Fraktion. Im September 2011 wurde er zum Fraktionsvorsitzenden gewählt. Bei einer Stichwahl zur Oberbürgermeisterwahl am 10. März 2013 gewann Gerich mit 50,9 % zu 49,1 % gegen den Amtsinhaber Helmut Müller (CDU).
Gerich war als Oberbürgermeister Mitglied verschiedener Kontrollorgane der städtischen Gesellschaften der Landeshauptstadt Wiesbaden. So war er u. a. Verwaltungsratsvorsitzender der Nassauischen Sparkasse und Aufsichtsratsvorsitzender der städtischen Holding.

## Öffentliche Wahrnehmung
Zu Beginn seiner Amtszeit erhielt Gerich u. a. vom Bund der Steuerzahler Kritik, da er unmittelbar nach seinem Amtsantritt sein neues Büro für mehr als 300.000 Euro renovieren und einrichten ließ und die Arbeiten ohne öffentliche Ausschreibung beauftragte. Er verteidigte diese Handlung mit der Aussage, dass der Großteil der Renovierungsarbeiten aus Altersgründen des Baubestandes notwendig gewesen sei.
Kurz vor Weihnachten 2017 lud Gerich mit seinem Ehemann den Mainzer Oberbürgermeister Michael Ebling und dessen Lebenspartner in ein Restaurant ein und beglich die Rechnung in Höhe von 1019,70 Euro aus der Stadtkasse. Ein Ermittlungsverfahren in dieser Sache wurde Ende 2019 gegen eine Geldauflage eingestellt.
Anfang 2019 nahm die Staatsanwaltschaft Wiesbaden aufgrund einer Anzeige des früheren städtischen Geschäftsführers Ralph Schüler gegen Gerich Ermittlungen wegen des Verdachts der Vorteilsnahme auf. Diese wurden im Oktober desselben Jahres wieder eingestellt. In diesem Zusammenhang erklärte Gerich am 24. Januar 2019, zur Oberbürgermeisterwahl im Mai 2019 nicht mehr antreten zu wollen. Er begründete dies unter anderem damit, dass auch sein Ehemann und sein Vater anonyme Drohbriefe erhielten.
Am 29. Juni 2019 übergab Gerich das Amt des Oberbürgermeisters offiziell an Gert-Uwe Mende. Zwei Tage später hatte er seinen letzten Arbeitstag und erhielt von Colonel Todd Fish für seinen Einsatz zur Verbesserung der deutsch-amerikanischen Beziehung die Auszeichnung „Commander´s Award for Public Service“.
Im Oktober 2019 gaben die Söhne des Gastronomen Roland Kuffler in einer 15 Seiten umfassenden Erklärung gegenüber der Stadt Wiesbaden an, Gerich habe in größerem Umfang Einladungen und Vergünstigungen von der Unternehmerfamilie Kuffler angenommen, als er bislang zugegeben hatte. In diesem Zusammenhang ermittelte die Staatsanwaltschaft München wegen des Verdachts von Vorteilsnahme bzw. Vorteilsgewährung gegen Gerich und Kuffler. Das Amtsgericht München verurteilte Gerich im Juni 2020 zu einer Geldstrafe von 28.800 Euro und ordnete den Verfall von Bestechungsgeldern in Höhe von 20.000 Euro an. Gerich konnte wegen des Strafmaßes, das nicht zu einer Anklage führte, seine Ruhestandsbezüge als ehemaliger OB retten.